# らぶたま〜I love egg
らぶたま〜i love egg（らぶたまあいらぶえっぐ）は、文化放送の超!A&G+で放送されていたラジオ番組。
パーソナリティは川本成と藤田由美子。

## 概要
- 韓国で生まれたタマゴ型のキャラクター「i love egg」が原作。
- 番組は、らぶたまをフィーチャーし、視聴者の悩み、疑問を解決したり、商品開発を行ったりしながら、らぶたまを楽しんでもらうためのラジオ番組。
- らぶたまは200種類以上のキャラクターが存在する。
- 番組では、コロたま、はなたま、べりたま、にじたま、ぼむたま、くまたま、てんたま、あくたまがメインの8キャラとして登場。
- らぶたまの日本の総代理店は、ワオワールド。

## 放送時間
金曜日24:00 - 24:30（リピート放送：土曜日14:00 - 14:30）
※隔週更新。

## コーナー
- らぶたま劇場

らぶたま公式ブログ「らぶたまたち〜、ちょっと聞いてよ〜」に寄せられた愚痴をアニメで再現し、らぶたまがその愚痴にコメントする。
- らぶたまマーケティング

らぶたまの商品企画コーナー。
- ぼくらもグチにこたえましょー

らぶたまブログによせられた愚痴に、出演者が答える。

## ゲスト
- 第1回:下田麻美（あくたま役）、伊藤かな恵（てんたま役）
- 第2回:明坂聡美（はなたま役）
- 第3回:丸の内ロール社長
- 第4回:三瓶由布子（ぼむたま役）
- 第5回:井口裕香（べりたま役）
- 第11回:伊藤かな恵
- 第13回:明坂聡美

## 特別番組
らぶたま＜生＞
2009年3月21日に東京国際アニメフェア2009の文化放送ブースで開催された45分の生放送イベント。
最終回の公開収録でもあり、この内容は4月3日にも放送された。
ゲストは明坂聡美。
- らぶたま劇場

生ドラマで行われた。
- どっちがおいしい?TKG対決!

3分以内に藤田と明坂が卵かけご飯をつくり、そのおいしさで対決する。
審査員は会場から2人と、川本成。
- 東京国際アニメフェアお得情報

らぶたまグッズや、出演者のTAFでの出演情報を紹介する。